# Afonso XIII de Espanha
Afonso XIII (Madrid, 17 de maio de 1886 – Roma, 28 de fevereiro de 1941) foi o Rei da Espanha de seu nascimento até a proclamação da Segunda República Espanhola em 1931. Era filho póstumo do rei Afonso XII e de sua segunda esposa, a arquiduquesa Maria Cristina da Áustria. Sua mãe serviu como sua regente até ele alcançar a maioridade em 1902, período em que a Espanha perdeu suas colônias no Caribe e no Pacífico na Guerra Hispano-Americana.
Por ter relações familiares em ambos os lados, Afonso manteve seu país neutro durante a Primeira Guerra Mundial. De 1923 a 1930 ele apoiou o ditador Primo de Rivera, seu primeiro-ministro. No ano seguinte, enfrentando uma enorme rejeição popular, Afonso fugiu do país e a Segunda República Espanhola foi declarada. Ele manteve sua reivindicação ao trono no exílio até 1941, quando abdicou em favor de seu filho, o Infante João, Conde de Barcelona. Ele morreu seis semanas depois.

## Regência

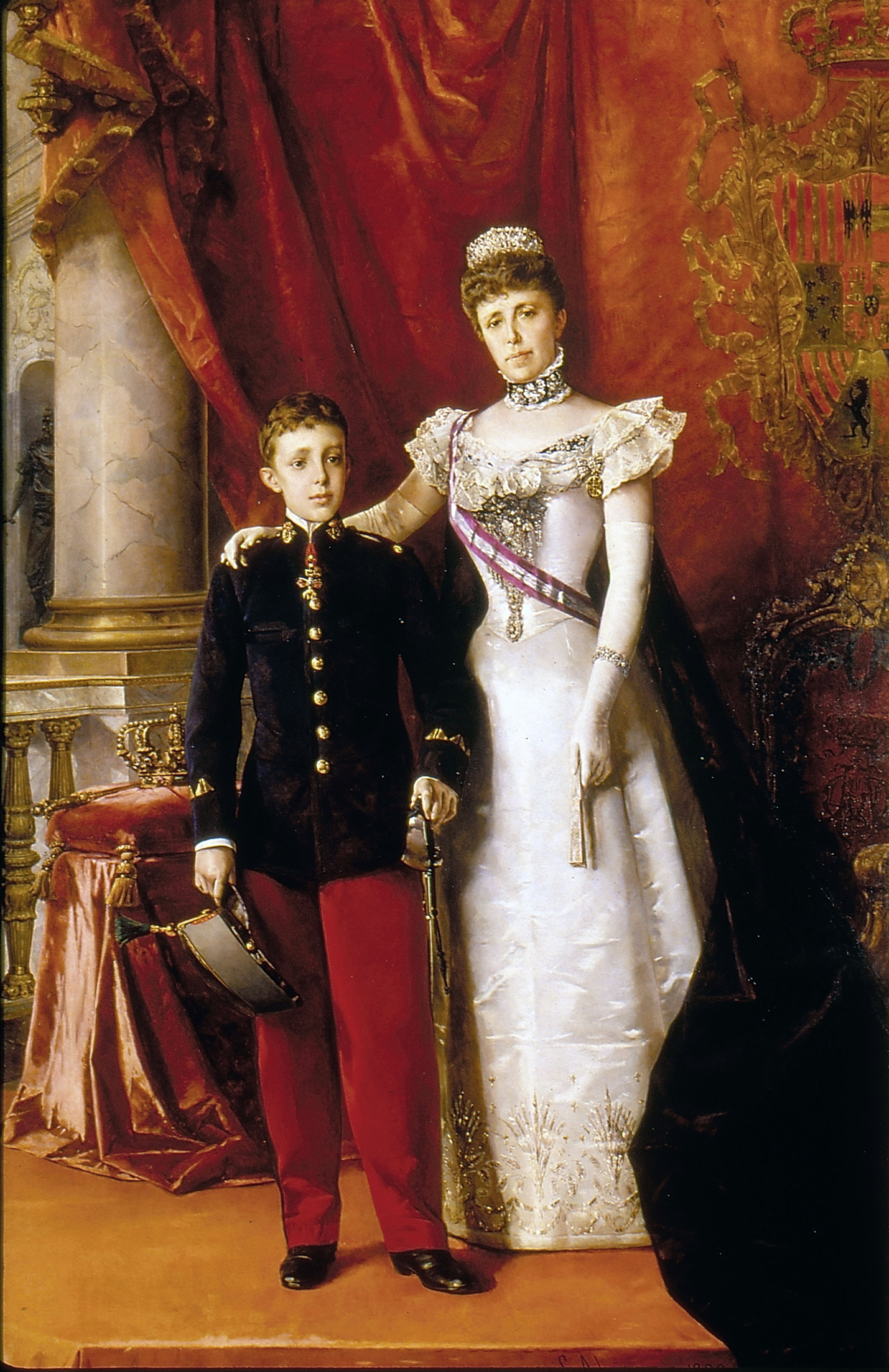
Afonso XIII e sua mãe Maria Cristina da Áustria, regente entre 1886–1902

Afonso XIII nasceu no Palácio Real de Madrid em Madrid em 17 de maio de 1886. Ele nasceu como filho póstumo de Afonso XII de Espanha, que tinha falecido em novembro de 1885, e tornou-se Rei da Espanha em consequência de seu nascimento.
Sua mãe, Maria Cristina da Áustria, serviu como regente até seu décimo sexto aniversário.
Quando Afonso atingiu a maioridade em maio de 1902, a semana de sua maioridade foi marcada por festividades, touradas, bailes e recepções através da Espanha. Ele jurou a constituição perante os membros das Cortes em 17 de maio de 1902.

## Casamento
No dia 31 de maio de 1906, o rei Afonso XIII de Espanha casou-se com a princesa britânica Vitória Eugénia de Battenberg (1887-1969), filha de Henrique de Battenberg e da princesa Beatriz do Reino Unido, sendo assim sobrinha do rei Eduardo VII e neta da rainha Vitória.
Quando Afonso XIII e a rainha Vitória Eugénia regressavam ao palácio real, depois da boda, sofreram um atentado à bomba, lançada pelo anarquista Mateo Morral, do qual saíram ilesos por pouco. Como consequência da explosão, no entanto morreram ou ficaram feridas muitas pessoas que assistiam ao cortejo, assim como membros do séquito real.

## A queda do império colonial espanhol
Durante o reinado de Afonso XIII, mas ainda durante a regência de Maria Cristina, a Espanha perdeu as suas últimas possessões ultramarinas de Cuba, Porto Rico e Filipinas durante a Guerra hispano-estadunidense, em 1898.
Já no século XX, desencadeou-se novamente a guerra na zona norte de Marrocos, país que era nesse momento um protectorado espanhol, colocando em causa a continuação do império colonial espanhol. A própria cidade de Melilla perdeu temporariamente o seu domínio militar espanhol.

## A ditadura de Primo de Rivera

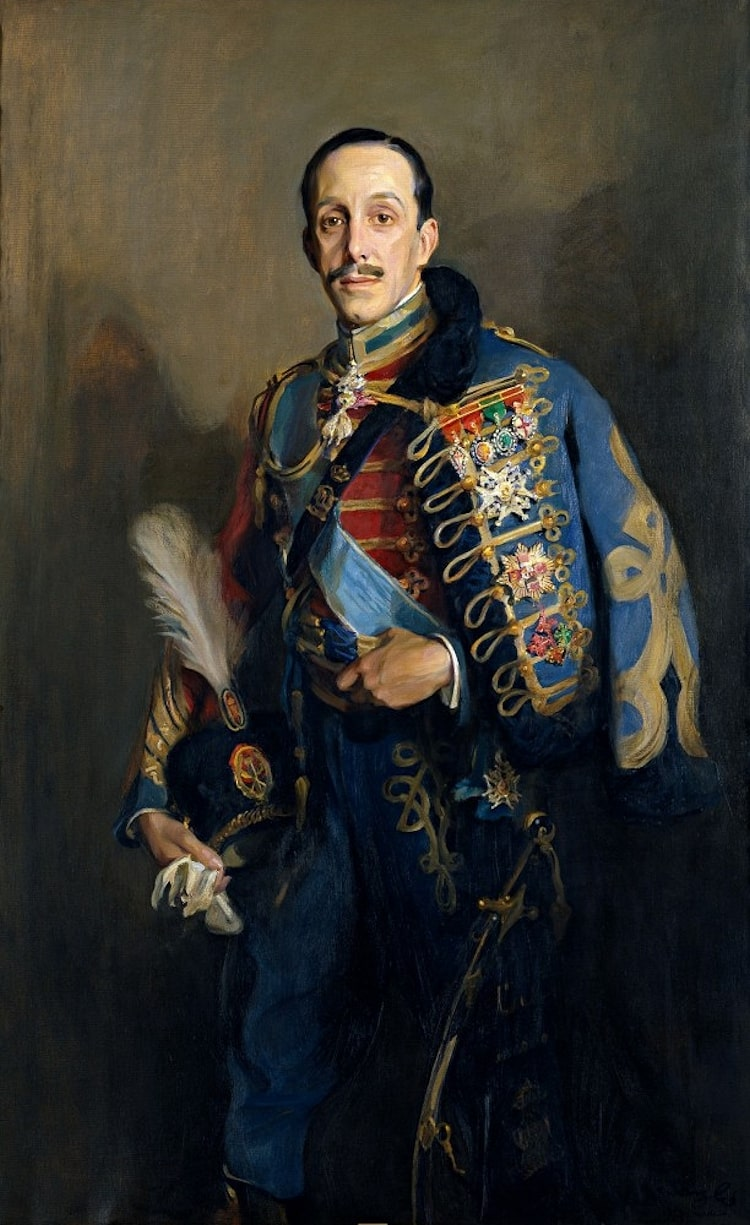
Retrato de Afonso XIII, por Philip de László, 1927

Em parte devido a estas perdas, a Espanha sofreu numerosas revoltas sociais nas suas principais cidades, que levaram a que o capitão general da Catalunha, Miguel Primo de Rivera, organizasse um golpe de estado a 13 de setembro de 1923, no que foi protegido por Alfonso XIII, que o encarregou de formar um novo governo, apesar de ter sido dissolvido o parlamento e suspensa a constituição. Ele formou um governo, ao qual chamou directório, que numa primeira fase era constituído exclusivamente por militares (directório militar), mas que posteriormente teve um carácter civil (directório civil). Durante a ditadura terminou a Guerra de Marrocos com o desembarque de Alhucemas, em 1925, que permitiu a conquista da região do Rif por Espanha em 1927.
Em 1929, realizou-se a Exposição Universal em Barcelona e a Exposição Iberoamericana em Sevilha e, com a crescente oposição popular ao ditador, com especial participação de estudantes, intelectuais e do corpo de artilharia fizeram com que Afonso XIII demitisse Primo de Rivera do governo a 29 de janeiro de 1930 nomeando o general Dámaso Berenguer como presidente do conselho de ministros, com a intenção de retornar ao regime constitucional.
No entanto, com a queda do ditador, aumentaram as manifestações antimonárquicas, em que se acusava o monarca de proteger a ditadura de Primo de Rivera e de ter responsabilidade no Desastre de Annual, quando a Espanha tinha perdido o controlo de Melilla. Então, os partidos republicanos uniram-se contra a monarquia, assinando o Pacto de San Sebastián, e tentaram levantamentos militares que foram frustrados pelo governo em Madrid e em Jaca, (este último encabeçado por Fermín Galán e Ángel García Hernández que foram fuzilados depois de serem julgados em conselho de guerra).
Em fevereiro de 1931, o almirante Juan Bautista Aznar foi designado presidente do conselho por Alfonso XIII e convocou eleições municipais para 12 de abril de 1931. Nestas eleições foram vencedoras as candidaturas republicanas e, a 14 de abril, foi proclamada a Segunda República Espanhola. O rei abandonou o país nesse mesmo dia, renunciando à chefia do Estado, mas sem abdicar formalmente.

## Exílio
Durante o seu exílio, o rei Afonso XIII residiu em diversos lugares, embora tenha passado os últimos anos da sua vida em Roma. A 15 de janeiro de 1941, renunciou ao trono a favor do seu filho, o Infante João de Bourbon e Battenberg, conde de Barcelona (os seus dois filhos mais velhos já tinham renunciado à sucessão).
O Conde de Barcelona renunciou aos seus direitos ao trono em 1977, a favor do seu filho Juan Carlos, que tinha sido nomeado rei em 1975, com a morte de Francisco Franco, em virtude da Ley de Sucesión a la Jefatura del Estado de 1947. Com a renúncia aos seus direitos pelo Conde de Barcelona, ficou recuperada a legitimidade da monarquia histórica, de acordo com o artigo 57 da constituição espanhola.

## Morte
Afonso XIII faleceu a 28 de fevereiro de 1941, no Grand Hotel de Roma  devido a uma angina de peito.
Quando morreu, o governo espanhol decretou três dias de luto nacional. O seu funeral foi realizado em 3 de março de 1941 em Roma na igreja de Santa Maria degli Angeli, mas foi sepultado na igreja de Santa Maria in Monserrato, a igreja nacional espanhola em Roma, junto dos túmulos do Papa Calisto III e Papa Alexandre VI. Em janeiro de 1980, o seu neto, o rei Juan Carlos I, ordenou a sua transladação para o Panteón de los Reyes, no Mosteiro do Escorial, em Espanha, onde foi realizada uma salva de armas de 21 tiros para o homenagear.

## Descendência

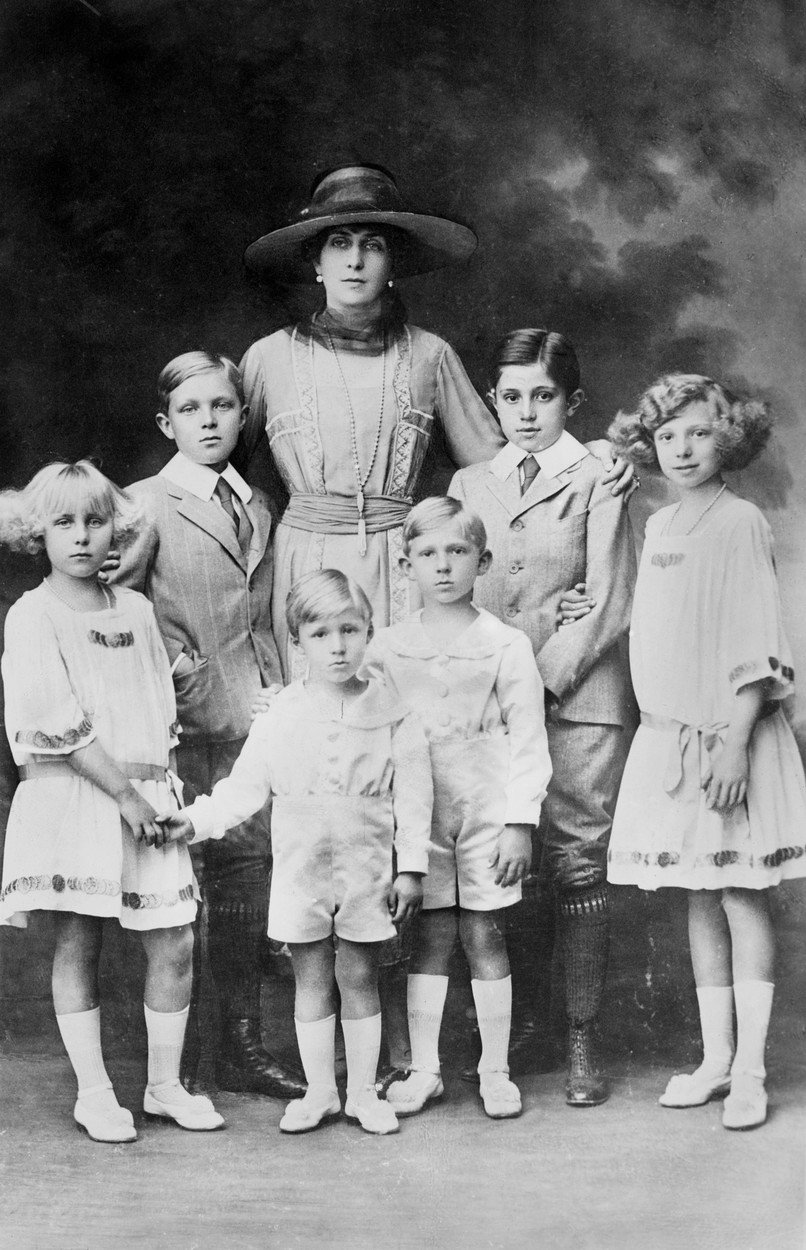
Vitória Eugénia de Battenberg, esposa de Afonso XIII, e filhos em 1916

Afonso XIII de Espanha e sua esposa tiveram sete filhos: 
1. Afonso, Príncipe das Astúrias (1907-1938) (renunciou ao trono em 1933). Sem descendência.
2. Jaime, Duque de Segóvia (1908-1975) (renunciou ao trono em 1933). Com descendência.
3. Beatriz de Espanha (1909-2002). Com descendência.
4. Fernando de Borbón e Battenberg (1910). Morto à nascença.
5. Maria Cristina de Espanha (1911-1996). Com descendência.
6. João de Bourbon (1913-1993) (pai do rei João Carlos I). Com descendência.
7. Gonçalo de Espanha (1914-1934). Sem descendência.

Afonso XIII teve ainda seis filhos adulterinosː
1. Roger Leveque de Vilmorin (1905-1980), com a aristocrata francesa Mélanie de Gaufridy de Dortan (1876-1937);
2. Charles Maxime Victor de São Glen (1914-1934), com Pauline de São Glen;
3. Juana Alfonsa Milán y Quiñones de León (1916-2005), com Béatrice Noon;
4. Ana María Teresa Ruíz Moragas, (1925-1965) e
5. Leandro Alfonso Ruíz Moragas (nascido em 1929) é reconhecido oficialmente pelo governo espanhol a 21 de maio de 2003 como filho do rei, com o nome de Leandro Alfonso de Borbón Ruíz ambos os filhos da atriz espanhola Carmen Ruíz Moragas (1898-1936);
6. Alonso de Borbon Sousa (1930-1934), com Marie Sousa.

O rei Afonso XIII também tomou sob sua protecção e criou, juntamente com os seus filhos legítimos, a suposta filha bastarda do rei D. Carlos I de Portugal, D. Maria Pia de Saxe-Coburgo Gotha e Bragança.